# كلوديا موراليس (صحفية)
كلوديا موراليس (بالإسبانية: Claudia Morales)‏ هي صحفية كولومبية، (ولدت في فيلافيسنسيو في كولومبيا 1969  م).